# Apomecyna quadristicta
Apomecyna quadristicta es una especie de escarabajo longicornio del género Apomecyna, subfamilia Lamiinae. Fue descrita científicamente por Kolbe en 1894.
Se distribuye por varios países de África, entre ellos, Angola, Costa de Marfil, Etiopía, Guinea, Kenia, Uganda, República del Congo, República Democrática del Congo, República de Sudáfrica, Ruanda, Somalia y Tanzania. Posee una longitud corporal de 8-11 milímetros. El período de vuelo de esta especie ocurre en los meses de enero, marzo, mayo, junio, agosto y septiembre.

## Sinonimia
- Apomecyna quadristicta Adlbauer, 1999.

## Subespecies
- Apomecyna quadristicta orientalis Breuning, 1966.
- Apomecyna quadristicta quadristicta Kolbe, 1894.